# سرجیو مانتگازا
سرجیو مانتگازا (انگلیسی: Sergio Mantegazza؛ زادهٔ ۱۹۲۷) کارآفرین و سرمایه‌دار اهل سوئیس است.